# Larry Collins
Larry Collins (Hartford, 14 settembre 1929 – Fréjus, 20 giugno 2005) è stato un giornalista e scrittore statunitense.

## Biografia
Dopo essersi laureato a Yale nel 1951, Larry Collins lavorò per l'agenzia di stampa statunitense United Press International (UPI) a Parigi nel 1956, a Roma nel 1957, poi al Cairo e a Beirut nel 1958, prima di diventare capo servizio per il Vicino Oriente nel 1959 e responsabile dell'Ufficio di Parigi del settimanale statunitense Newsweek tra il 1961 e il 1965.
Al momento del suo servizio militare in Francia, presso il Supreme Headquarters Allied Powers in Europe (SHAPE), incontrò Dominique Lapierre col quale strinse vincoli d'amicizia. Insieme decisero di scrivere un libro, Parigi brucia? nel 1964, da cui sarà poi tratto un film di successo. Diversi altri libri videro poi la luce, tra cui l'ultimo, New York brucia?.
Nel 1976 decise di insediarsi definitivamente in Francia, a Ramatuelle, nel dipartimento del Varo.
Morì nel 2005 per emorragia cerebrale.

## Opere

### Con Dominique Lapierre
- Parigi brucia? (1964)
- Alle cinque della sera (…Ou tu porteras mon deuil, 1967)
- Gerusalemme! Gerusalemme! (1972)
- Stanotte la libertà (Cette nuit la liberté, 1975, ISBN 2266061399)
- Il quinto cavaliere (Le cinquième cavalier, 1980)
- New York brucia? (2004)

### Da solo
- Fortitude. Il piano segreto (1985)
- Dedalo (Dédale, 1989)
- Aquile nere (Les aigles noirs, 1993)
- D-Day. La storia segreta (Le Jour du miracle, 1994)
- La spada di Dio (Demain est à nous, 1998)